# Gardegan-et-Tourtirac
 Gardegan-et-Tourtirac  là một xã thuộc tỉnh Gironde trong vùng Nouvelle-Aquitaine tây nam nước Pháp.